# Sechele (plaats)
Sechele is een dorp in het district North-East in Botswana. De plaats telt 530 inwoners (2011).